# Karl Heinz Engelhorn
Karl Heinz Engelhorn (6 de septiembre de 1905-Brandeburgo, 24 de octubre de 1944) fue un oficial alemán, miembro de la resistencia alemana y participante del complot del 20 de julio de 1944.

## Biografía
El coronel Georg Alexander Hansen inició en el complot al teniente coronel en el estado mayor. Después del fracaso del complot, Engelhorn fue arrestado. El Volksgerichtshof lo hizo comparecer en un proceso que comprendió siete acusados, Karl Heinz Engelhorn y otros cuatro acusados fueron condenados a muerte el 12 de octubre. La ejecución tuvo lugar el 24 de octubre por un fusilamiento en la prisión de Brandeburgo.

## Fuente de la traducción
- Karl Heinz Engelhorn. Wikipedia en francés.

- Datos: Q1731525